# Reinhard Lippert
Reinhard Lippert (* 27. Februar 1948) ist ein ehemaliger deutscher Fußballspieler.

## Karriere
Lippert, beim SV Hutthurm 1927 im gleichnamigen Markt im niederbayerischen Landkreis Passau fußballerisch groß geworden, absolvierte zwei Spielzeiten in der Bezirksliga Ost (Kreis Niederbayern), nachdem der Verein 1966 in diese, durch seine drei Tore beim 3:1-Sieg in Winzer gegen den TuS 1860 Pfarrkirchen, aufgestiegen war.
In der Saison 1968/69 gehörte er dem Kader des FC Bayern München an, kam als Stürmer in der Bundesliga aber nicht zum Einsatz. Sein einziger Pflichtspieleinsatz für die Bayern dauerte nur 45 Minuten lang, als er am 5. Februar 1969 in der 1. Runde um den DFB-Pokal in der 75. Minute für Franz Roth eingewechselt wurde. Das Spiel im Olympiastadion gegen Kickers Offenbach endete 0:0-Unentschieden nach Verlängerung; das Wiederholungsspiel am 13. Februar gewannen die Bayern im Stadion am Bieberer Berg – dank des Tores von Gerd Müller in der 51. Minute – mit 1:0.
Zur Saison 1969/70 wechselte Lippert zum FC Bayern Hof und war bis Saisonende 1973/74 in der Regionalliga Süd – mit dem 9. Tabellenplatz für die 2. Bundesliga Süd qualifiziert – ab 1974/75 in dieser bis 1976/77 als Außenstürmer aktiv. Von seinen 22 Toren in 108 Zweitligaspielen gelangen ihm am 19. März 1977 (30. Spieltag), beim 10:1-Erfolg im Heimspiel gegen den BSV Schwenningen, drei Tore, darunter ein Doppeltorerfolg innerhalb einer Minute. Des Weiteren absolvierte er zwischen 1974 und 1977 neun Spiele (2 Tore) für den FC Bayern Hof um den DFB-Pokal und acht Spiele (1 Tor) in der Aufstiegsrunde zur Bundesliga 1972/73, nachdem der Verein 1972 den 2. Tabellenplatz erreicht hatte.
1977 wechselte Lippert zum 1. FC Passau und war einer von 14 Neuzugängen, die der Verein nach dem Abstieg aus der Bayernliga vermelden konnte.

## Erfolge
- Deutscher Meister 1969 (mit dem FC Bayern München; ohne Einsatz)
- DFB-Pokal-Sieger 1969 (mit dem FC Bayern München)